# Le Tunnel (William Gass)
Pour les articles homonymes, voir Le Tunnel.
Le Tunnel (The Tunnel) est un roman américain de William H. Gass publié en 1995, Prix American Book Awards en 1996, traduit en français et publié par les éditions Le Cherche midi en 2007.

## Trame narrative
Un professeur d'histoire, enseignant dans une université américaine du Midwest, termine, après vingt ou trente ans, difficilement, son grand œuvre (Mon grand livre, p. 176), Culpabilité et Innocence dans l'Allemagne de Hitler. En pleine crise existentielle, depuis longtemps également, il rédige en même temps ce texte autobiographique (le Tunnel), dont il tente de cacher à son épouse toutes les pages, au milieu de son travail académique inachevé, dans un double inachèvement perturbant.
William Frederick Kohler est un américain, dont la famille est originaire d'Allemagne. Il parle allemand. Il s'est rendu en Allemagne en 1938. Il y est revenu pendant la guerre, par la France. Il a assisté au procès de Nuremberg (au moins en partie), et en a tiré un premier ouvrage, Notes de Nuremberg. Sa connaissance de l'allemand et de la période, et sa conception de l'histoire et/ou de l'enseignement, en font un suspect de sympathies gênantes (dont une trace serait ce vrai-faux souvenir d'une brique jetée dans la vitrine d'un magasin sans doute juif en 1938). 
Il est, avec au moins un de ses amis, le fondateur d'un hypothétique Parti des Déçus du Peuple (PDP).
Le texte ne fait aucune référence à la côte Ouest ni à la côte Est (à part le métro new-yorkais et un médecin sans doute new-yorkais). Les seuls États américains cités sont l'Illinois, l'Indiana, l'Iowa, l'Ohio, sans qu'aucune ville du Midwest apparaisse, à part une vague Urbana, Youngstown (Ohio) (en 1928), et à peine Pittsburgh. Dans cette région, on cultive du blé et du maïs, surtout l'oncle qui les héberge un temps. La famille est très vite pauvre et assistée, et change de domicile. Une de leurs habitations est proche de la rivière Wabash. Quand le père est encore valide, et actif (cabinet d'architecte et magasin), la balade du dimanche explore plutôt la Nouvelle-Angleterre (Nord-Est des États-Unis) : Mont Washington, Lac Squam, Parc d'État de Franconia Notch, jusqu'à l'accident (p. 260).
Plusieurs fois, le texte indique J'ai cinquante ans. Le récit n'est pas chronologique, et présente dans un désordre apparent des souvenirs qui vont de 1920 à 1970, de sa vie professionnelle d'universitaire (p. 321) comme de sa vie sentimentale et sexuelle, ainsi que des faits réels historiques, de la Grande Dépression (1929-1933) à la guerre du Viêt Nam (1955-1975) : le monde a l'air ravagé.
Le texte est, surtout au début, un pot-pourri (p. 333), un collage à la Pécuchet (p. 174), un maelstrom

## Découpage
La version originale en anglo-américain serait divisée en douze sections principales, d'après l'auteur. La version française est moins explicite : pas de découpage en parties ou chapitres, avec ou sans numérotation. Une section commence dès qu'elle le peut dans la page par un simple titre dans une police adaptée.
- 13 : Une vie d'assis
- 63 : Koh souffle un vent
  - 92 : Margot la Folle dans le Maelström
- 114 : Nous n'avons pas vécu la vie qu'il convenait
  - 126 : Les abeilles d'août
  - 136 : Oncle Balt et la Nature de l'Être
  - 148 : Margot la Folle
  - 149 : Les vieux spectres
- 152 : Ils devraient vivre longtemps : Les vieux
- 169 : J'ai commencé à creuser
  - 179 : Culp
- 240 : Margot la Folle
  - 246 : La Balade du dimanche
  - 264 : Margot la Folle
  - 268 : Une fugue
  - 269 : À l'armée
  - 270 : Accusations de platyhelminthisme
  - 271 : La Barricade
  - 273 : Margot la Folle
  - 274 : Margot la Folle
  - 276 : Margot la Folle
  - 289 : Margot la Folle
  - 292 : Margot la Folle
  - 294 : Margot la Folle
  - 298 : Margot la Folle
  - 303 : À l'article de la mort
- 313 : Pourquoi je tiens tant aux fenêtres
  - 343 : Le tableau noir
  - 360 : Kristallnacht
- 367 : Le premier hiver de mon mariage
  - 391 : L'album de famille
  - 411 : Le maltraité
  - 416 : Décalotté
- 423 : Les collègues : une calamité
  - 423 : Planmantee en particulier
  - 434 : Planmantee en particulier
  - 436 : Governali monte au ciel
  - 452 : Ce cher Herschel
  - 466 : Scandale en classe
- 477 : Dans la maison
- 518 : Susu, je t'aborde en rêve
  - 537 : Les mains sales
  - 551 : Leçon de conduite
  - 569 : L'art d'être sectaire
- 581 : Au bord de la rivière
  - 581 : Le coût de toute chose
  - 603 : Fais le fleuve
  - 613 : Les bonbons
- 634 : Exilé sur les montagnes du cœur
  - 634 : Les tantes
  - 655 : Maman fait un gâteau
  - 668 : Du sang sur le tapis du salon
- 686 : Exilé sur les montagnes du cœur

## Personnages
La famille Kohler se compose de peu de personnes :
- William Frederick Kohler, personnage principal et narrateur, WFK, Willie, Kohlee, Koh, Bill et Colère, Will T. G. (tracas garanti), Whiff, Billybite, Le Billeux, Billvesée, Herr Mari, Herr Rickler...
- Martha Kohler, son épouse d'au moins trente ans, fille de Henry Heman Muhlenberg et Ruth Dilschneider (p. 153), Marty, Dame MArianne, Moman, m'dame, ma méchante madame, saine et égoïste la buse (p. 525),
- Margaret Phelps Kohler (Feeney / Finney), Meg, Feeney-la-Fouine-à-Finney (p. 155), mère foudroyée (p. 133), puis dérangée, puis alcoolique, ma mère dissoute (p. 525),
- Frederick Karl Kohler, père, arthritique, le Grand Déjointé, travaillant dans un cabinet d'architecte et dans un magasin, du moins avant la Grande Dépression,
- Carl, le fils aîné,
- Otto ou Adolf, le second fils, Mister Mystérieux, sans doute mort, puisqu'on évoque sa pierre tombale,
- Oncle Balt (Phalange), un temps paysan, jusqu'aux ravages de la poussière et des sauterelles (p. 110-120),
- Tante, Tata, Tati, Tatie, qui s'occupe longtemps de Mamie à Grand (Colorado),
- et beaucoup de silhouettes entraperçues lors du mariage d'un cousin (p. 164), occasion de la rencontre entre William et Martha.

La vie professionnelle de WFK s'organise autour d'un maître et de quatre vieux collègues et amis, tous cinq enseignants d'histoire en collège et/ou université (p. 600), « dans une université qui était énorme à défaut d'être huppée » (p. 160) :
- Magus Tabor, le guide, le maître (Son fils), Margot la Folle (au moins en partie),
- Charles Culp, échalas, fondateur spirituel du Parti des Déçus du Peuple (PDP) (p. 296), dont le texte comporte une partie de « son histoire épigrammatique de la race humaine » (p. 322), « une calamité », spécialiste des Amérindiens,
- Tommasso Governali : masse de métèque, expansif, interrogateur perpétuel, humidificateur,
- Walter Henry Herschel : homme triste et las, gris clairsemé, « Je me cache en Herschel comme il se cache en moi » (p. 314),
- Oscar Planmantee, Plan, Os, Le Lamantin : grosse silhouette à gousset, « positiviste pompeux » (p. 57), pontifiant imposteur...

La vie sentimentale de WFK se focalise sur les liaisons avec des étudiantes, « et toutes les petites sottes serrées dans leurs shorts qui castagnettaient des cuisses pour se faire remonter la note » (p. 54) :
- Susu, la maigre, « svelte égérie » (p. 525), chanteuse, dont une version d'avant-guerre serait une chanteuse allemande que les nazis font rapidement disparaître pour une supposée ascendance gitane,
- Lou, « un lointain tunnel poilu » (p. 128), « caresses vaginales » (p. 53), « miche d'amour rance » (p. 525),
- Rue ou Ruth...

## Tunnel
- « Le symbole sophistiqué du tunnel, par exemple, s'achève dans la nuit de l'acte ; il est enterré dans le littéral, dans das plumpe Denken, dans les trivialités de la praxis. J'avais d'abord fait un trou dans le ciment avec un marteau, ne rencontrant que de la roche, mais j'ai ensuite délogé une large pierre avec ma pioche et très vite tenu un gros roc blanc entre mes mains telle une boule de bowling » (p. 178).
- « La pensée maladroite  : l'épouse collectionne des armoires, le mari creuse un tunnel sous la maison et évacue les gravats (et le cadavre du chat étranglé) dans les tiroirs des armoires : J'ai commencé à creuser » (p. 169). « Le goulot de plus en plus étroit de mon tunnel » (p. 549). « Il fait chaud dans le tunnel, qui n'est pas aussi poussiéreux qu'on pourrait le croire, mais protégé comme un intestin dans sa poche de graisse » (p. 328). « Je ne travaille pas à mon tunnel comme je le devrais, non plus » (p. 331).
- « Quel périple, cependant, que de ramper d'abord dans la terre, puis de nager dans la crasse ; de passer par ses propres canalisations, d'y rencontrer les vers. Et de comprendre. Qu'on était. Sous le monde. Quand j'étais petit, je mentais comme un égout. Je racontais à mes rares copains que j'allais là-bas. Dans le royaume des ombres. Je leur disais que j'avais vu de vastes corridors. [...] Oh, les arpents des Eden qui sont en nous, je disais que je les avais vus, comme si je les avais espérés, comme si j'avais voulu y croire » (p. 706). Attention tunnel !
- « Quel foutu forage ce fut. Même mes cauchemars sont désormais troués. Parmi mes pages froissées, il doit y en avoir une sur laquelle j'ai écrit quelque chose d'authentique. D'aussi sincère, comme on dit, qu'un couteau. Des souvenirs extirpés du sol où ils étaient englués : des souvenirs de nouveau cachés, récemment enfouis, dans ses pesantes armoires et ses commodes victoriennes » (p. 706).

La fin du texte laisse le lecteur décider si le narrateur va obéir à l'injonction de son épouse, de faire place nette de ses gravats.
Dès l'enfance, WFK est obsédé par le passage secret, fermé, où tout est possible, loin du regard des autres :  « creuser un terrier comme un renard  (p. 324), « cette maudite fosse (p. 544) », « mon trou, mon tunnel ou ce texte » (p. 538). « Ceci est mon trou. Ceci est mon sublime éden personnel »  (p. 544), « l'espace d'évasion hyperbolique J'ai abandonné la Poésie pour l'Histoire dans ma Jeunesse » p. 542) : planque, cache, trappe, placard, dessous de meuble, réduit...
La figure de Meg la Folle renvoie au tableau Dulle Griet (1562) de Brueghel. Meg est aussi Magus Tabor, Margaret, Martha, WFK, et Balt. Oncle Balt meurt absorbé puis recraché par une tornade (p. 147), « un cyclone, un tunnel vertical. Dans un tel tourbillon, tout se précipite : si je laisse mon esprit s'enivrer de ses motifs » (p. 112). L'individu est hanté, habité, envahi, débordé, excédé, et détruit dans la chute, sans espoir ni envie d'être rédimé.
Le personnage évoque La Colonie pénitentiaire (1914) de Franz Kafka : la culpabilité de l'accusé est prouvée par l'écriture sur son propre corps par une machine du verdict. La nouvelle Le Terrier (1923) conviendrait également : passer sa vie à consolider les méandres de son propre labyrinthe contre toute intervention du monde extérieur.
Au début et à la fin du texte, le narrateur regrette : « J'ai abandonné la Poésie pour l'Histoire dans ma Jeunesse (p. 706) ». Après les grandes disputes sur les fonctions de l'Histoire, après les très nombreuses révérences littéraires (et philosophiques), ce serait le retour à la Poésie ! Et un hommage à Rilke...

## Repères
- « Les lustres vomissaient leur lumière. [...] Des regards circonspects descendaient sournoisement les escaliers. Les voix étaient impeccablement coiffées. Des dents dextres extirpèrent une saucisse de son bâtonnet. Les robes de soirée conspiraient ensemble telles des brises, et je vis plusieurs nuques qui demandaient à être mordues amoureusement. Les bedaines bombaient les bandeaux. Du coup, les postures étaient parfaites » (p. 18).
- « Mon père m'a appris à être un raté. Il m'a appris le sectarisme et l'amertume. Je n'ai jamais acquis son courage, car ma mère m'a refilé le virus de la lâcheté — doux comme du coton — et je suis né avec son oralité désespérée, sa lente et insistante cruauté — tels des sables mouvants — sa vorace passion » (p. 157).
- « Ma mère buvait pour emplir sa vie de la chaleur qui l'avait abandonnée il y a longtemps ; et mon père souffrit le martyre parce que sa mère l'avait précédé dans cette voie, parce qu'il avait hérité de mauvais penchants, son arthrite tendant une arche entre deux générations éboulées » (p. 157).
- « Ma mère buvait pour baisser sa garde et laisser ses rêves la remplir comme cette cuvette en émail bon marché qu'on lui fournirait plus tard pour qu'elle y vomisse ; tandis que l'aspirine dont se gavait mon père a foré un trou dans son estomac comme celui que j'ai, ayant hérité les mauvais penchants, moi aussi — la passivité pareille à une chaussée sur un orage » (p. 157).
- « N'est-ce pas fa-ra-mi-nable » (p. 161) ?
- « Puis-je pardonner au fléau que je suis ? [...] Peut-être n'y a-t-il pas de vie convenable » (p. 168) !
- « Que fait mon livre à part gratter un peu le lustre qui recouvre le Mal ? Il le minusculise. Il saupoudre de sucre la merde. Il ose un peu montrer les bons côtés du Grand Méchant Boche. Inexcusable » (p. 178).
- « Je suis le genre de petit dion solitaire qui cherche dans ses souliers un aperçu des astres » (p. 330). (dion = petit dieu)
- « Trois espaces comptent dans ma vie : ils forment ma Trinité ; le carreau de la fenêtre, le blanc de la page, et le noir du tableau. J'aimerais ajouter, le corps de ma bien-aimée, mais je ne peux pas » (p. 343).

## Éditions
- The Tunnel (1995) Publié en français sous le titre Le Tunnel, traduit par Claro, Paris, Le Cherche midi, coll. « Lot 49 », 2007, 712 pages  (ISBN 978-2-7491-0551-2)

## Réception
Le livre est bien reçu aux États-Unis :
- American Book Awards (1996)
- Finaliste PEN/Faulkner Award (1996)

Les recensions francophones sont peu nombreuses mais graves, critiques, gênées,,, : la lecture est une expérience, mais surtout une épreuve,, au moins celle d'un échec littéraire. Une forme d'éreintement. 
La traduction paraît rendre très bien compte des recherches stylistiques, dont les jeux de mots, les allitérations, les adaptations des épigrammes et autres poèmes. La mise en page paraît adaptée : collages, polices, dessins ou schémas;